# Coprinellus heptemerus
Coprinellus heptemerus är en svampart som först beskrevs av M. Lange & A.H. Sm., och fick sitt nu gällande namn av Vilgalys, Hopple & Jacq. Johnson 2001. Coprinellus heptemerus ingår i släktet Coprinellus och familjen Psathyrellaceae.  Arten är reproducerande i Sverige. Inga underarter finns listade i Catalogue of Life.